# Cañón M1944 de 100 mm (BS-3)

El M1944 de 100 mm (BS-3) fue un cañón antitanque y de campaña de 100 mm, de diseño soviético. Fue utilizado exitosamente en los últimos escenarios de combate de la Segunda Guerra Mundial, manteniéndose en servicio en el Ejército Rojo hasta los años 1950, siendo reemplazado en servicio por el cañón antitanque T-12 en 1955. El BS-3 fue vendido a otros países y aún se mantiene en servicio en alguno de ellos. En los arsenales del Ejército ruso y de otros países todavía se mantienen algunas piezas para uso ceremonial, en otros casos como reserva estratégica.

## Historia
El BS-3 estaba basado en el cañón naval B-3. El desarrollo del proyecto le fue encargado al ingeniero de armas Vasiliy Grabin, de la planta de manufacturas militares de la Motovilikha Plants Corporation .
Fue empleado por las brigadas de artillería ligera de las fuerzas blindadas del Ejército Rojo (20 piezas junto a los ZiS-3) y por la artillería del cuerpo del Ejército Rojo.
En la Segunda Guerra Mundial fue utilizado exitosamente como cañón antitanque. Era capaz de destruir cualquier tanque de la época a gran distancia. También fue usado como cañón de artillería estacionaria. Menos poderoso que el A-19 de 122 mm, el BS-3 era más manejable y tenía una mayor cadencia de disparo, lo que le hacía un arma de uso respetable; siendo incluso mantenido en algunos países como pieza de reserva, dada su robustez y fiabilidad.

## Datos de la munición
- Municiones de dotación:

- AP: BR-412
- APBC: BR-412B, BR-412D
- HE/Fragmentaria

- Peso del proyectil:

- AP/APBC: 15,88 kg (35 lbs)
- HE/Fragmentario: 15,6 kg (34.39 lbs)

- Penetración de blindaje (BR-412B, 0 grados)

- 500 m : 160 mm
(547 yds : 6.29 in)
- 1.000 m : 150 mm
(1,093 yds : 6 in)

## Usuarios
Sirvió durante la Segunda Guerra Mundial y posteriormente en otros conflictos con los ejércitos de los siguientes países, algunos los mantienen en estado de reserva, en otros casos se mantienen únicamente para servicio ceremonial.
- República Democrática Alemana
- Bielorrusia
- Bosnia y Herzegovina
- Bulgaria
- China
- Chipre
- Corea del Norte
- Croacia
- Egipto
- Eslovenia
- Hungría
- India
- Letonia
- Mongolia
- Montenegro
- Polonia
- Rumania
- Rusia
- Serbia
- Siria
- Somalia
- Sudán
- Ucrania
- Vietnam